# Araneus macacus
Araneus macacus este o specie de păianjeni din genul Araneus, familia Araneidae, descrisă de Uyemura, 1961. Conform Catalogue of Life specia Araneus macacus nu are subspecii cunoscute.